# Spånga IS
Spånga IS är ett idrottssällskap i Spånga i nordvästra delen av Stockholm. Spånga idrottssällskap (SIS) bildades den 6 september 1929. Idrottssällskapet hade haft sektioner i flera idrotter så som tennis, gymnastik, bandy, skidor, handboll, ishockey med flera, när det 1990 splittrades och idrottssektionerna bildade sina egna föreningar.

## Fotboll
I fotboll är Spånga IS FK en av Stockholms 10 största klubbar, med cirka 1500 medlemmar. Tidigare spelare i klubben är bland andra Hans Backe, Lars Sandberg, Mohamed Kallon, Göran Marklund, Stefan Bergtoft, Thomas Bodström och Isak Dahlin. Klubben spelade mellan 1991 och 1994 i divisionen under Allsvenskan. A-laget spelar sina hemmamatcher på Spånga IP och tränas av Lars Sandberg. Säsongerna 1980 och 1981 var f.d. förbundskapten och U21-förbundskapten Tommy Söderberg huvudtränare för klubben.

## Ishockey
I ishockey har Spånga som bäst spelat i Division II, då Sveriges andradivision, säsongerna 1969/1970 och 1971/1972. Ishockeysektionen bildades år 1948 och det är denna sektion som 1991 ombildades till det som idag är Spånga IS Ishockeyklubb, i dagligt tal Spånga Hockey. Spånga IS Hockey är en talang- och ungdomsförening som bland andra fostrat talangerna Oscar Möller, Andreas Engqvist, Christoffer Bengtsberg och Jimmy Andersson.

## Handboll
Handboll. 1934 startade Spånga IS en handbollssektion, med verksamhet för både herrar och damer redan från starten. 1991 ombildades sektionen till en fristående förening, Spånga Handbollsklubb (i vardagligt tal Spånga Handboll) och har därefter vuxit till en ledande handbollsförening i Stockholm.

## Bandy
Bandy. Fram till 1997 hade Spånga IS även en bandysektion, men precis som ishockeyn bröt sig bandysektionen ur moderklubben och bildade Spånga/Bromstens BK i en sammanslagning med Bromstens BK.

### Fotnoter
1. ↑  Leif Lychou. ”Kort historik”. Spånga/Bromstens BK. Arkiverad från originalet den 2 april 2016. https://web.archive.org/web/20160402033153/http://www8.idrottonline.se/SpangaBromstensBK-Bandy/Foreningen/Historik/. Läst 11 januari 2016.